# ميلدريد وارويك
ميلدريد وارويك (بالإنجليزية: Mildred Warwick)‏ هي لاعب كرة قاعدة أمريكية، ولدت في 18 أكتوبر 1922 في ريجاينا في كندا، وتوفيت في 9 ديسمبر 2006 في إدمونتون في كندا.